# 아르팍쥐
아르팍쥐 또는 보겔콥산악쥐(Rattus arfakiensis)는 쥐과에 속하는 설치류 포유류이다. 인도네시아의 토착종이다. 인도네시아 파푸아주 도베라이반도(아르팍산맥 전역으로 추정된다.)에서만 발견된다.